# 호흡성 산증
호흡성 산증(respiratory acidosis)은 폐(허파)를 통해 이산화탄소가 제대로 배출되지 못하면서 호흡저하(hypoventilation)로 혈중 이산화탄소 농도가 증가하며 pH가 내려가 산증이 발생하는 상태이다.
이산화탄소는 몸에서 세포호흡이 발생하며 지속적으로 생산되며, 만일 폐가 폐포에서의 환기를 통해 이산화탄소를 내보내지 못한다면 이산화탄소가 빠르게 쌓이게 된다. 폐포의 환기가 저하되면 동맥혈 이산화탄소 분압(PaCO2)이 증가하며 고이산화탄소혈증이 생기고, 그 후 차례로 HCO3−/PaCO2 비율과 pH가 감소한다.

## 유형
호흡성 산증은 급성이거나 만성일 수 있다.
- 급성 호흡성 산증의 경우 PaCO2는 정상 범위를 넘어가(6.3 kPa 또는 45mmHg 이상) 혈중 pH가 7.36 밑으로 내려간다.
- 만성 호흡성 산증의 경우 PaCO2가 정상 범위를 넘어가지만, 콩팥보상을 거쳐 정상 혈중 pH(7.35-7.45)나 그에 가까운 pH를 보인다. 또한 혈청 중탄산염 농도는 올라간다.(HCO3− >30 mEq/L).

## 원인

### 급성
급성 호흡성 산증은 갑자기 환기에 실패하여 발생한다. 환기의 실패는 뇌질환이나 약물, 신경근 질환(중증 근무력증, 근위축성 측삭경화증, 길랭-바레 증후군, 근디스트로피)으로 인해 적절한 환기가 불가능한 경우, 혹은 천식이나 만성 폐쇄성 폐질환(COPD) 악화로 인해 기도가 폐쇄되는 경우에 일어날 수 있다.

### 만성
만성 호흡성 산증은 여러 질환에 이차적으로 나타난다. 원인이 되는 질환에는 COPD도 포함된다. COPD에서의 호흡저하는 저산소증과 고이산화탄소혈증에 대한 반응성 감소, 사강이 늘어나며 생기는 환기-관류 불균형 증가, 피로와 과도한 긴장 상태로 인해 이차적으로 가로막의 기능이 낮아지는 경우 등으로 인해 나타난다.
비만 저환기 증후군, 근위축성 측삭 경화증 같은 신경근 질환, 간질성 폐질환과 일부 가슴 기형으로 인해 만성 대사성 산증이 이차적으로 나타날 수 있다.
비정상적인 폐포의 기체 교환을 일차적으로 유발하는 폐질환은 보통 환기를 저하시키지는 않지만, 환기를 자극하여 저산소증에 이차적인 저이산화탄소혈증을 유발할 수 있다. 고이산화탄소혈증은 심각한 질환이거나 호흡근에 피로가 누적된 경우에만 발생한다.

## 생리적 반응

### 기전
인체의 대사 과정은 빠르게 다량의 휘발산(H2CO3)과 비휘발산을 만들어 낸다. 지방과 탄수화물은 대사되면 많은 양의 CO2가 생산된다. CO2는 H2O와 반응하여 탄산(H2CO3)을 형성한다. 보통 폐가 휘발산을 몸 밖으로 내보내므로 산의 축적은 정상적으로는 일어나지 않는다. CO2 제거에 영향을 미치는 환기의 변화가 크게 나타날 경우 호흡성 산-염기 장애의 원인이 된다. PaCO2는 정상인에서 35–45mmHg 범위를 유지한다.
폐포 환기는 다리뇌와 숨뇌에 위치하는 호흡중추의 통제 아래 있다. 환기는 뇌줄기, 목동맥토리, 대동맥토리에 위치하며 PaCO2, PaO2, pH를 감지하는 화학수용체, 폐의 신장수용체, 대뇌겉질 등의 신경 자극에 의해 조절된다. 환기에 실패하면 PaCO2가 빠르게 증가한다.
급성 대사성 산증에서 보상은 두 단계에 걸쳐 일어난다.
- 초기 반응은 수 분에서 수 시간 만에 일어나는 세포의 완충(혈장 단백질 완충제)이다. 세포의 완충을 통해서는 PaCO2 상승치 10mmHg마다 혈장 중탄산염 농도만 1mEq/L씩 약간 올라가게 된다.
- 두 번째 단계는 3-5일 정도 동안 일어나는 콩팥보상이다. 이 과정에서 콩팥에서 탄산의 배설과 중탄산염의 재흡수가 증가한다. 예를 들어 토리쪽세관의 솔가장자리세포에서는 PEPCK가 상향조절되어 암모니아 분비량과 중탄산염 생산량을 증가시킨다.[1]

## 변화의 추정
콩팥보상에서 PaCO2가 10mmHg 올라갈 때마다 혈장 중탄산염 농도는 3.5 mEq/L씩 증가한다. 호흡성 산증에서의 혈청 중탄산염 농도 증가는 다음과 같이 추정할 수 있다.
- 급성 호흡성 산증: PaCO2가 10mmHg 상승하면 HCO3−는 1mEq/L씩 올라간다.
- 만성 호흡성 산증: PaCO2가 10mmHg 상승하면 HCO3−는 3.5mEq/L씩 올라간다.

호흡성 산증에서 예상되는 pH 변화는 다음의 식을 통해 추정할 수 있다.
- 급성 호흡성 산증: pH 변화 = 0.08 X ((40 − PaCO2)/10)
- 만성 호흡성 산증: pH 변화 = 0.03 X ((40 − PaCO2)/10)

호흡성 산증은 전해질 농도에는 큰 효과를 보이지 않는다. 칼슘과 [[[칼륨]] 농도에는 조금의 변화가 나타난다. 산증은 칼슘이 알부민에 결합하는 양을 줄여 혈청의 자유 칼슘 이온 농도를 증가시킨다. 또한 산증에서 칼륨은 세포 밖으로 나오게 된다. 그러나 호흡성 산증에서 임상적으로 의미 있는 고칼륨혈증이 나타나는 경우는 드물다.

## 진단
동맥혈가스분석(ABGA)에서 급성인 경우 pH < 7.35, PaCO2 > 45mmHg일 때 호흡성 산증이라고 진단할 수 있다. COPD나 다른 만성 호흡기 질환이 있는 경우 PaCO2는 더 높게 측정되며 HCO3- > 30mEq/L와 정상 pH를 보인다.

## 같이 보기
- 산성혈증
- 알칼리혈증
- 화학 평형
- 수소 이온 농도 지수
- 대사성 산증
- 대사성 알칼리증
- 호흡성 알칼리증